# Трипотамос (река в Берско)
Трипотамос или Ана дере (на гръцки: Τριπόταμος, Ανά Ντερέ) е река в Егейска Македония, Гърция, на която е разположен град Бер (Верия).

## Описание
Трипотамос извира от южните части на планината Каракамен (Вермио), южно от село Кастания. Тече в североизточна посока и минава през село Георгяни (Топляни). При село Ано Трипотамос (Горна Лужица) завива на северозапад, подминава село Трипотамос (Лужица) и приема големия си ляв приток Гавана. Продължава на североизток и минава през северозападните махали на град Бер. Тук на реката е разположен средновековният османски Челеби Синан бей мост. След града продължава в североизточна посока и се влива в река Мъгленица (Могленицас) като десен приток.

## Водосборен басейн
→ ляв приток, ← десен приток
- → Гавана
  - ← Карадере